# Hoßkirch
Hoßkirch è un comune tedesco di 732 abitanti situato nel land del Baden-Württemberg.